# Tuchów

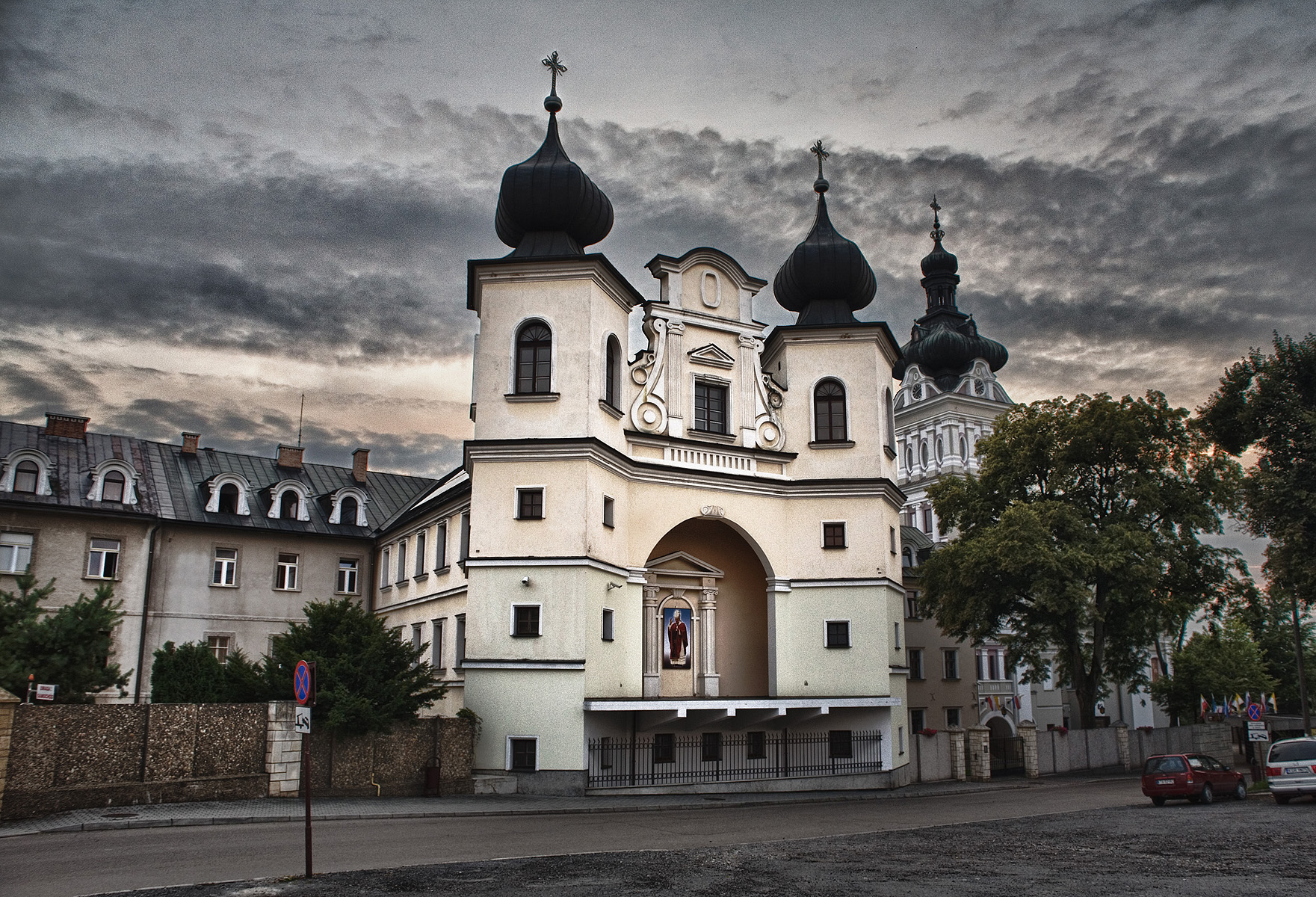

Tuchów este un oraș în județul Tarnów, Voievodatul Polonia Mică, cu o populație de 6.607 locuitori (2010) în sudul Poloniei.
Acesta se află pe râul Biała, la o înălțime de 220 de metri deasupra nivelului mării. Distanța de la Cracovia este de 100 km, și până la granița cu Slovacia aproximativ 80 km. Orașul este situat pe o linie de cale ferată electrificată care merge din Tarnow la Nowy Sącz și mai departe la granița polonezo-slovacă.

## Geografie
Unitate administrativă Tuchów este situată în partea Ciężkowice-Rożnów a regiunii Carpatice, prin care curge râul „Biała". Poziția orașului locație este foarte avantajos, la doar 16 km de Tarnów și 100 km de Cracovia. Artera rutieră din Voievodatul Polonia Mică, care leagă Tarnów cu Krynica, trece prin oraș. Peisajul pitoresc care înconjoară Tuchów apărut în timpul procesului de creare a Munților Carpați, cu dealuri frumoase, cu pante line. Brzanka este cel mai înalt deal din zonă. Aceasta este una dintre atracțiile turistice din regiune. În 1990 Tuchów a sărbătorit aniversarea a 650 de ani de la acordare drepturilor de oraș, care a fost un bun prilej pentru a deschide un traseu turistic în jurul orașului (20 km). Există, de asemenea, ferme care oferă servicii de cazare pentru turiști. Orașul merită să fie vizitat, mai ales în timpul verii și toamna, atunci când există o mulțime de ciuperci, zmeură și afine în pădure.

## Istorie

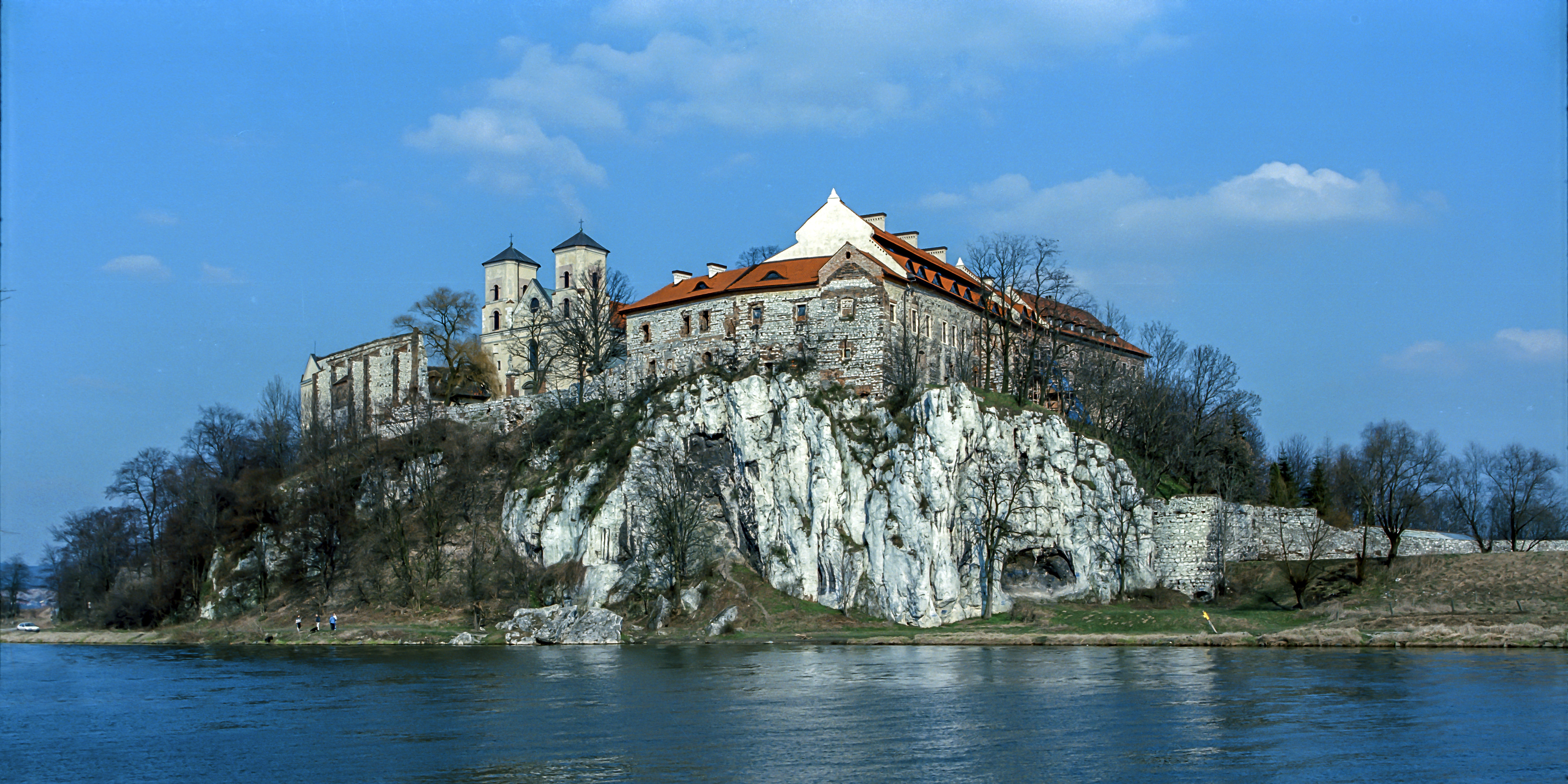
Abaţia Tyniec

Prima atestare istorică despre Tuchów datează din 1105. Un document al împuternicitului Papal Gilles de la Paris ne spune că satul a fost dat abației benedictene Tyniec de soția lui Władysław Herman. O mină de sare prosperă a funcționat aici, la rândul său, din secolele 13 și 14, care au determinat regele Cazimir al III-lea (cel Mare) ca în 1340 să acorde drepturi Magdeburg localității Tuchów. Scriitorul polonez Jan Długosz a scris în cronicile sale despre dezvoltarea breslelor meșteșugărești locale: morărit, meseriile de dulgher, fierar și cojocar.
Până în secolul al XVII-lea, orașul a devenit bogat din profitul provenit din diferite meșteșuguri, exploatarea sării și comerț.
În secolele al XVII-lea și XVIII-lea Tuchów a început să decadă din cauza invaziilor armatei suedeze și a Transilvaniei (vezi invazia suedeză a Poloniei, incendii și a focarelor de boli. Legătura feroviară dintre Tarnow și Leluchów a fost deschis în secolul al XIX-lea, care a contribuit economic la renaștere a orașului.
În secolul al XVI-lea, a fost fondat cultul Sfintei Maicii Domnului. Știri ale minunilor care au avut loc în fața imaginii ei s-a răspândit repede. Din acel moment sute de pelerini vin în fiecare an la Sanctuarul ei să se închine. Festivitățile anuale au loc în prima săptămână a lunii iulie. Tuchów a fost grav afectat de Primul Război Mondial Există câteva cimitire care amintesc de luptele grele care s-au dat aici. Cu toate acestea, în timpul celui de-al Doilea Război Mondial, orașul a fost salvat și, ca urmare, a început să se dezvolte treptat după 1945. Școli și spitale au fost construite, precum și unele fabrici mici și ansamblurile de locuințe. Primăria și Piața au fost renovate, și s-a creat "Centrul de Cultură", s-a construit o stație de epurare. S-au introdus rețea de conducte de gaze și conductele de apă.

## Personalități
- Mordecai Ardon
- Stanisław Burza
- Władysław Czapliński
- Anton Jedek, un cleric născut în Silezia, a murit aici
- Tadeusz Michejda, a lucrat aici
- Tadeusz Rydzyk, a studiat aici
- Michał Wojtkiewicz

## Orașe înfrățite cu Tuchów
Autoritățile din Tuchow cooperează cu orașe din 7 țări
- Franța - Saint Jean de Braye
- Germania - Illingen
- Austria - Pettenbach
- Slovacia - Detva
- Ungaria - Martfű
- Republica Cehă - Mikulov
- Ucraina - Baranivka